# Movimento de 11 de Novembro
A Novembrada, Movimento de 11 de Novembro, Contragolpe ou Golpe Preventivo do Marechal Lott foi um acontecimento político-militar relacionado à posse de Juscelino Kubitschek e João Goulart, presidente e vice eleitos em 1955. O auge da tensão ocorreu com o presidente Carlos Luz, a bordo do Cruzador Tamandaré, alvejado pela artilharia do Exército. O Cruzador Tamandaré não revidou. Foi o último tiro de guerra na Baía de Guanabara, até os dias atuais.

## Evolução histórica

### Agitação política e o suicídio de Getúlio Vargas
O ano de 1954 começou com o agravamento da crise política que assolava o Brasil desde a posse de Getúlio Vargas em 1951, solapada principalmente pela UDN e seu maior articulador, o jornalista Carlos Lacerda.
Tendo em mira o aumento da inflação e do custo de vida, o ministro do Trabalho João Goulart propôs em janeiro um reajuste de 100% sobre o salário mínimo, o que motivou a manifestação da ala conservadora do Exército por meio do Memorial dos Coronéis, divulgado em 20 de fevereiro, e que alardeava a deterioração das condições materiais e morais necessárias ao desenvolvimento do país, além de atacar duramente o governo Vargas.
Para refrear o impacto negativo acarretado por tal pretensão, Vargas demite João Goulart, bem como o seu ministro da Guerra, general Ciro do Espírito Santo Cardoso. Ainda assim, concede o aumento do salário-mínimo em maio nos mesmos moldes pretendidos por Goulart, o que gera revolta entre o empresariado brasileiro que adere à cruzada antigetulista liderada pela UDN e pela ala conservadora das Forças Armadas.
Em 5 de agosto de 1954, Carlos Lacerda sofre um atentado no bairro de Copacabana, no Rio de Janeiro, onde perde a vida o major da Aeronáutica Rubens Vaz. As investigações preliminares realizadas no Inquérito Policial Militar apuram a responsabilidade de Gregório Fortunato, chefe da segurança pessoal do presidente Vargas. A Aeronáutica se rebela contra o presidente, acusado de ter sido o mandante do atentado que vitimou o militar Vaz, ao passo que a UDN intensificava a campanha pela renúncia ou afastamento de Vargas, que se mantém irredutível.
Após a Marinha e a Aeronáutica terem entrado em estado de alerta na Capital Federal, generais do Exército circulam um documento que ficou conhecido como Manifesto dos Generais, em 22 de agosto de 1954, exigindo a renúncia de Vargas para o restabelecimento da ordem institucional. Vargas propõe a seu ministério requerer uma licença até a decisão final do IPM que apurava o atentado contra Lacerda, mas ouve de seus ministros militares que somente a renúncia seria aceita pelas Forças Armadas como alternativa à sua deposição.
Na manhã de 24 de agosto de 1954, Getúlio se suicida.

### A posse de Café Filho
No mesmo dia, o vice-presidente João Café Filho assume a Presidência da República.
Manifestações populares eclodem por todo o país como sinal de revolta pela morte de Getúlio. Em meio à grave crise política, o ministro de Guerra, general Euclides Zenóbio da Costa, pede demissão, em face das pressões sofridas por ter sido identificado como um dos idealizadores do Manifesto dos Generais. Buscando pacificar as Forças Armadas, principalmente o Exército, Café Filho nomeia como substituto na pasta o general Henrique Teixeira Lott.
Concomitantemente, mirava-se para as eleições a serem realizadas em 1955. A UDN disputava a preferência do eleitorado, mas a herança do varguismo, sustentada pelo PTB de João Goulart, representava ainda uma grande força na disputa eleitoral, juntamente com o PSD capitaneado por Juscelino Kubitschek.

## As eleições de 1955

### A tese da candidatura única e a chapa JK-Jango
Visando a manutenção do poder e o afastamento do varguismo, a UDN, capitaneada por Lacerda, sugere a ideia de se apresentar, para as eleições presidenciais de 1955, uma candidatura única voltada à união nacional, consolidada por uma aliança entre a UDN e o PSD e apoiada pelas Forças Armadas, objetivando a pacificação política do país.
Não obstante, o governador de Minas Gerais, Juscelino Kubitschek, apresentou sua candidatura à convenção do PSD que, em face da renúncia dos demais pré-candidatos Gustavo Capanema e Lucas Lopes, acabou sendo homologada na convenção de seu partido. O nome de Juscelino era duramente rejeitado por Lacerda e por Café Filho, bem como pela ala conservadora das Forças Armadas, em face de sua ligação com o PTB, e a sua escolha frustrou os planos da situação, que se viu obrigada a entrar em uma disputa acirrada pelo poder.
Juscelino tratou de sedimentar uma aliança com o PTB de João Goulart, que foi indicado para concorrer à vice-presidência. Formada a chapa JK-Jango, Luís Carlos Prestes anunciou o seu apoio e o do PCB, o que gerou uma violenta reação dos militares.
No mesmo passo, o PDC lançava a candidatura do general Juarez Távora, com o apoio da UDN e do Partido Socialista Brasileiro, além dos conservadores das Forças Armadas, tendo como candidato a vice-presidente Milton Campos.

### A oposição à candidatura de Juscelino
Ainda assim, a divisão apresentada em relação às eleições presidenciais ainda gerava grande trepidação nos meios militares e políticos. Em uma reunião realizada no Clube Militar por ocasião do aniversário do atentado contra Carlos Lacerda, o seu presidente, general Canrobert Pereira da Costa, fez um duro pronunciamento contra a rejeição à ideia da candidatura única de união nacional, além de atacar o apoio dos comunistas representados pelo PCB à candidatura de Juscelino.
Na mesma época, o jornal de Carlos Lacerda, a Tribuna da Imprensa, divulgava uma carta endereçada a João Goulart em que se firmava um pacto com o presidente argentino Juan Domingo Perón buscando a implementação de uma república de orientação social-sindicalista no Brasil, bem como o contrabando de armas para sustentar milícias dispostas a garantir a sublevação. O plano, que ficou conhecido como Carta Brandi, foi declarado falso após conclusão exarada em um Inquérito Policial Militar. Tratava-se, efetivamente, de um plano para desestabilizar a candidatura de Juscelino.
A oposição, porém, não desistia de impugnar a candidatura de Juscelino para fazer prevalecer a candidatura de "união nacional" idealizada por Lacerda e Café Filho. Em setembro de 1955 a UDN apresentou proposta de emenda constitucional impondo a obrigatoriedade de se obter a maioria absoluta dos votos para o cargo de presidente, transferindo ao Congresso Nacional a escolha do presidente caso nenhum dos candidatos obtivesse mais de 50% dos votos. A emenda, porém, não foi aprovada e, em 3 de outubro, as eleições foram realizadas com a vitória de JK, que obteve 35,68% dos votos válidos. Jango foi eleito para a vice-presidência.

### A oposição se articula
A eleição de Juscelino representou um duro golpe contra a UDN, o PSD e uma parcela das Forças Armadas, na medida em que fazia antever o reavivamento da política varguista duramente combatida desde 1951. Não bastasse, levava Goulart de volta ao poder, com o maciço apoio dos sindicatos e do PCB.
Lacerda procurou obter a impugnação do resultado das eleições, sob o argumento de que Juscelino não teria sido escolhido pela maioria do eleitorado. Argumentava, ainda, que a diferença havida entre Juscelino e Juarez Távora, de pouco menos de 500 mil votos, correspondia exatamente aos votos dos comunistas que, por estarem impedidos de se elegerem desde 1946, não poderiam estar representados no poder.
Na presidência, Café Filho mostrava-se simpático às teses defendidas por Lacerda e encampadas pela UDN no Congresso. Todavia, frustrando os augúrios de um golpe para cancelar as eleições, o ministro da Guerra, general Lott, determinava que a Constituição deveria ser fielmente respeitada, com a posse dos candidatos eleitos no pleito de outubro, sendo que, se fosse preciso, o Exército deveria oferecer todo o suporte necessário a garantir o cumprimento das disposições constitucionais.
Ainda assim, parte da oficialidade preconizava o impedimento de Juscelino e de João Goulart. O radicalismo atingiu seu auge em 1 de novembro de 1955, por conta do sepultamento do presidente do Clube Militar, general Canrobert, falecido na véspera. Nessa ocasião, o coronel Jurandir Mamede pronunciou um discurso onde atacava os candidatos eleitos, pugnando por seus impedimentos. O general Lott, presente na ocasião, considerou o discurso de Mamede um ato de insubordinação, tendo em conta a recomendação passada para que se evitasse pronunciamentos políticos que pudessem agravar a situação política do país.
Lott buscou punir Mamede, mas o coronel estava subordinado à Escola Superior de Guerra, não abrangida pela jurisdição do Ministério da Guerra. Buscou infrutiferamente junto ao Estado-Maior das Forças Armadas a aplicação de uma sanção, o que o forçou a procurar o presidente Café Filho para obter a punição pretendida, sob o argumento de que a hierarquia estava sendo ferida. Nada obteve, contudo, até porque Café Filho acabou sendo internado por problemas de saúde, licenciando-se e passando suas funções ao presidente da Câmara Carlos Luz, em 8 de novembro.
Tomava corpo uma articulação para afastar Lott do Ministério da Guerra, retirando assim o último obstáculo à adesão do Exército ao movimento para impedir a posse de Juscelino e de Jango. Em 10 de novembro, Lott ainda busca a punição de Mamede em audiência com o presidente Carlos Luz que, após deixá-lo aguardando por mais de três horas em sua antessala, nega ao ministro qualquer hipótese de punição ao coronel.
Luz integrava o PSD, mas fazia parte da ala do partido contrária à candidatura de Juscelino, alinhando-se, portanto, à UDN de Lacerda, e que havia apoiado a candidatura do general Távora à presidência. Ao negar a punição pretendida por Lott, Luz sedimentava o desprestígio ao ministro que, rebaixado ante à proteção do ato cometido por um coronel, deixá-lo-ia sem condições de permanecer à frente da pasta da Guerra. Lott entendeu da mesma maneira, tendo assim apresentado o seu pedido de demissão, no que foi prontamente atendido. Para o seu lugar, foi nomeado o general reformado Álvaro Fiúza de Castro, que assumiria o cargo no dia seguinte, 11 de novembro. Fiúza passou a elaborar a reestruturação dos principais postos do Exército, com o afastamento dos militares de confiança de Lott para privilégio do chamado "Grupo da Sorbonne", como eram conhecidos os oficiais que atuavam na Escola Superior de Guerra, notadamente o coronel Golbery do Couto e Silva.

## O contragolpe

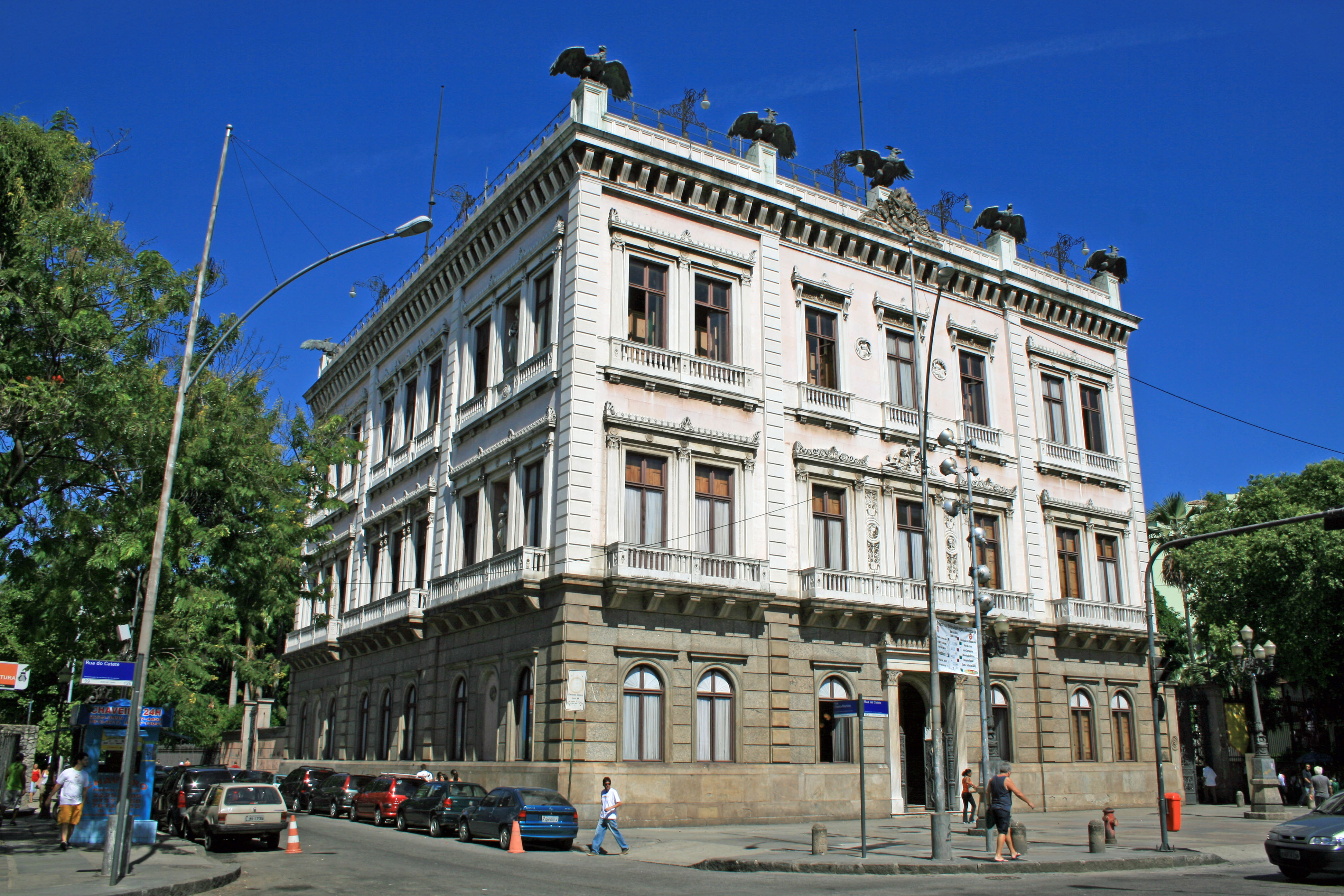
O Palácio do Catete foi a sede do governo federal até 1960.

À noite do dia 10, os generais Odílio Denys, comandante da Zona Militar Leste, e Olympio Falconière, comandante da Zona Militar Centro, reúnem-se com diversos oficiais-generais e decidem não aceitar a dispensa de Lott do Ministério, em face do golpe que se aproxima. Informado de tal decisão, Lott determina o cerco ao Palácio do Catete durante a madrugada do dia 11, além da ocupação dos quartéis da polícia e da sede da companhia telefônica.

### Cruzador Tamandaré
Ao perceber a movimentação das tropas sediadas na capital federal, Carlos Luz e parte de seu ministério embarcam no Cruzador Tamandaré, comandado pelo então Comandante Sílvio Heck.
A bordo encontravam-se também autoridades importantes como Carlos Lacerda, Prado Kelly e os coronéis Jayme Portella e Mamede, além da tripulação do navio.
Este episódio ficou marcado devido aos tiros efetuados a partir de fortes do exército no Rio de Janeiro contra a embarcação. Foram tiros da artilharia do Exército que caíram em distância curtíssima à embarcação.
Ressalte-se que os tiros direcionados da artilharia do exército para o Cruzador Tamandaré caíram a pouca distância da embarcação. Sendo um dos maiores Cruzadores da época, caso o navio revidasse o fogo da artilharia do exército, haveria um grande número de baixas de civis e militares no Rio de Janeiro. Tal decisão de não revidar partiu do presidente em exercício a bordo, Carlos Luz.
Foi o último tiro de guerra ocorrido na Baía da Guanabara até os dias de hoje.
O cruzador Tamandaré, após esse episódio, ruma para Santos, uma vez que o governador de São Paulo, Jânio Quadros, teria acenado com a possibilidade de resistência e utilização das tropas militares do estado para garantir a permanência de Luz frente à presidência, sob a liderança do brigadeiro Eduardo Gomes.

## Consequências

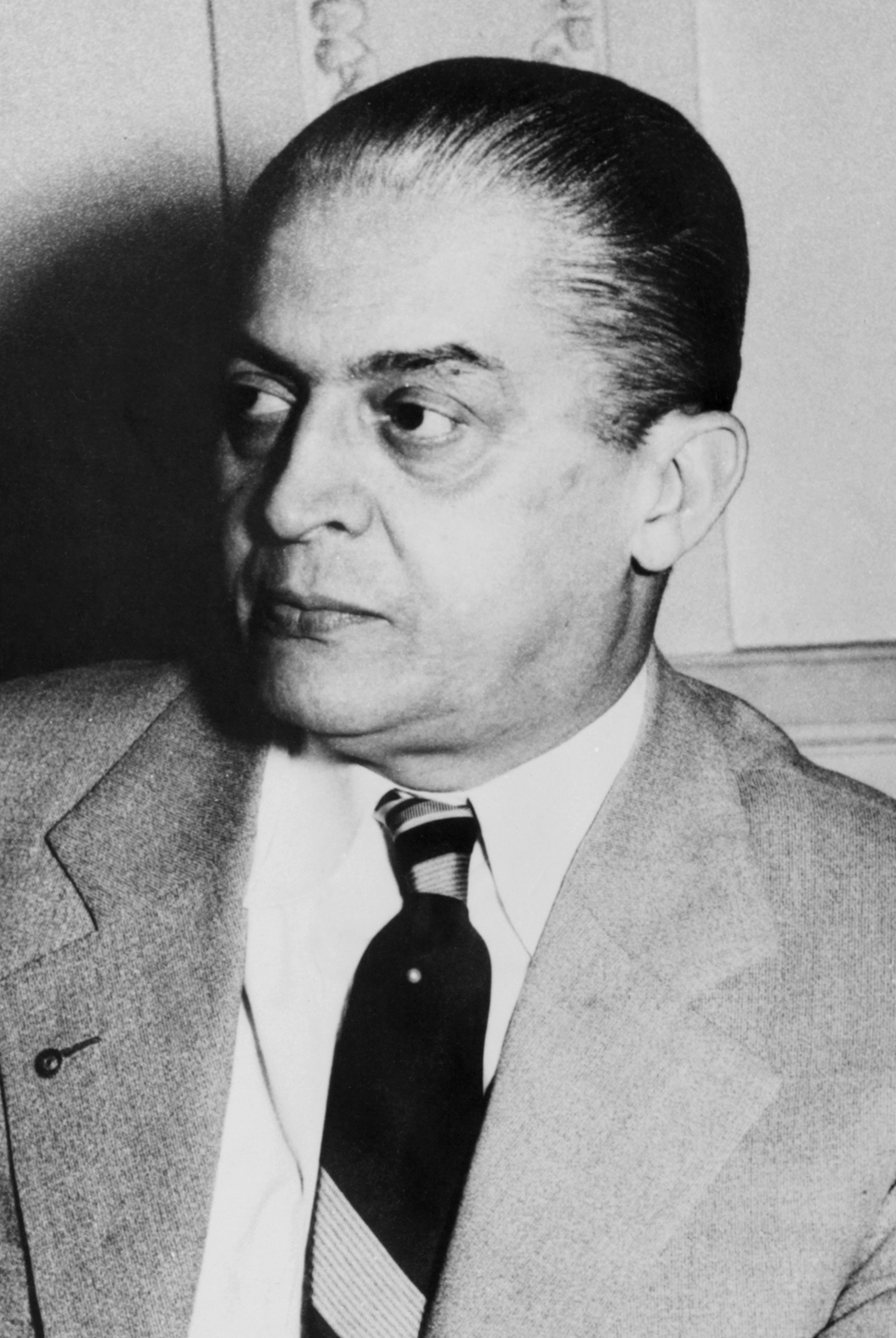
Carlos Luz foi presidente do Brasil de 8 a 11 de novembro de 1955.

No mesmo momento, o general Lott encaminha ao presidente do Senado, Nereu Ramos, requerimento para que se vote o impeachment de Carlos Luz que, segundo argumentou, teria deixado o território brasileiro sem autorização do Congresso Nacional. Isso porque, ao anunciar seu embarque no Tamandaré, Luz limitou-se a informar, por carta, ao presidente interino da Câmara Federal, Flores da Cunha, que estaria em "águas territoriais", sem especificar exatamente quais águas territoriais seriam essas. Assim, em tumultuada sessão legislativa, o impeachment é aprovado, por 185 votos a favor e 72 contrários entre os deputados federais e 43 contra 8 entre os senadores, em regime de urgência, ainda na manhã do dia 11.
E em São Paulo, o prometido apoio de Jânio Quadros não vinga, uma vez que o governador paulista declara-se a favor do movimento organizado por Lott. O general Falconière chega à capital paulista para comandar as tropas da Zona Militar Centro em defesa do afastamento de Luz, que, a par da situação, decide pelo retorno ao então Distrito Federal. Nereu Ramos, que já havia assumido a presidência, reconduz Lott ao Ministério da Guerra. Para a sua surpresa, o Alto Comando da Marinha, força militar que exercia maior oposição à posse de Juscelino, acaba concordando com as decisões tomadas por Lott.
Após o retorno de Luz à capital, Lott condiciona sua permanência à renúncia da presidência da Câmara, condição que é aceita pelo deputado. Lacerda asilou-se na embaixada de Cuba, que ainda era uma ditadura conservadora, nas mãos do general Fulgêncio Batista, antes da revolução cubana, para onde partiu após a obtenção de um salvo-conduto.
Em 21 de novembro, porém, Café Filho anuncia que está reassumindo o cargo de presidente, após ter recebido alta médica. Ante o conhecimento de sua participação nos eventos que culminaram com a tentativa de golpe conduzida por Carlos Luz, Lott toma duas decisões: mantém João Café Filho incomunicável em seu apartamento, guardado por tropas do Exército, e determina que seja votada pelo Congresso uma resolução solicitando o seu impedimento, que é aprovada no mesmo dia, por 179 votos a 94, entre deputados, e por 35 votos contra 16, entre senadores. Completava-se, assim, o que se convencionou nominar "retorno aos quadros constitucionais vigentes", conforme definição dada pelo próprio general Lott. O afastamento de Café Filho impunha-se ante a possibilidade de um retorno à situação verificada no período imediatamente anterior ao dia 11 de novembro, até porque o presidente afastado havia se manifestado contrário à posse de Juscelino após sua eleição.
No dia 24 de novembro Nereu Ramos obtém a aprovação do Congresso para decretar estado de sítio, que vigeu até a posse dos candidatos eleitos em 3 de outubro. Em 7 de janeiro de 1956 o Tribunal Superior Eleitoral proclamou os resultados oficiais do pleito eleitoral, e a 31 de janeiro realizou-se a cerimônia de posse de Juscelino Kubitschek e de João Goulart.